# Myrialepis
Myrialepis é um género botânico pertencente à família Arecaceae.